# 上田交通5000系電車
上田交通5000系電車 （うえだこうつう5000けいでんしゃ）は上田交通別所線で使用された通勤形電車で、モハ5001-クハ5051 - モハ5004-クハ5054の4編成8両が在籍していた。

## 概要
1986年（昭和61年）10月1日の別所線架線電圧1500V昇圧のために、東京急行電鉄で余剰となっていた5000系を譲り受けた車両で、別所線の近代化・車種統一に貢献した。東急からの入線に際しては、長野県上田市の別所線沿線が塩田流北条氏にちなんで「信州の鎌倉」と呼ばれることにちなみ鎌倉武士をイメージした塗装に変更したほか、車掌スイッチを増設、寒地対策のため暖房の強化を行った。また8両全てが制御電動車だったため、東急時代下り向きだった4両は電装解除して制御車化した。この5000系導入の際、夜間に電圧を一時的に1500V昇圧して運転士の訓練が行われた。
運用開始後は塗装変更（白地に黄色と緑→緑地に黄色と緑）が行われたが、車体の腐食や冷房ニーズの高まりから再び全車両の一斉置き換えが行われ、1993年（平成5年）5月28日の7200系運用開始と同時に廃車され、形式消滅した。なお、置き換え前に1編成がダンプカーと衝突して運用離脱していたが、既に7200系が入線していたこともあり、運用最終日まで予備車なしで運用された。
その後モハ5001は東急電鉄に里帰りを果たし、前面の行先表示器を撤去し東急グリーンに塗り直されるなど登場時に近い姿に復元され、長津田検車区で、のちに東急車輛に移され保存されていた。しかし、2006年（平成18年）に車体を切断し台車と床下機器を外しカットボディとなり、渋谷駅ハチ公口に同年10月26日から展示されていたが、2021年4月8日からは秋田県大館市にある秋田犬の里で展示されている。

## その他
上田市の別所線存続プロジェクトチーム「アイプロジェクト」のキャラクター「かえるくん」は本系列がモデルになっている。